# Tom Tallitsch
Tom Tallitsch (Elmhurst (Illinois), 1974) is een Amerikaanse jazzsaxofonist, -componist, muziekpedagoog en pianoleraar voor studenten met autisme, muzikaal leider van de Big Sky Project Dance Company en jazz radiopresentator. Zijn meest recente opname is All Together Now (Posi-Tone Records, 2015). Tallitsch werd geboren in Elmhurst, Illinois en groeide op in Westlake (Ohio). Hij bezocht de Westlake High School en Bay Village High School en studeerde af in 1992. Hij studeerde aan de University of Cincinnati - College-Conservatory of Music (CCM), waar hij afstudeerde in 1996. Tallitsch is getrouwd met Carrie Ellmore-Tallitsch, een professionele danseres en voormalig hoofddanseres bij de Martha Graham Dance Company.

## Biografie
Tallitsch treedt al meer dan 25 jaar op als jazzsaxofonist (bandleider/componist en sideman) in de Verenigde Staten, Europa en Zuid-Amerika. Hij treedt regelmatig op in concertzalen en jazzclubs, voornamelijk in New York, waaronder Birdland, de Sidedoor Jazz Club, Smalls, Fat Cat, Garage, Tomi Caffe Vivaldi, Shrine, 55 Bar, Something Jazz Club, Puppets, Smoke, jazzpodia in New Jersey waaronder Trumpets, Shanghai Jazz, de West Windsor Arts Council, de Arts Council of Princeton, de Grounds For Sculpture en Philadelphia, jazzpodia in Pennsylvania zoals Ortleibs, Chris's Jazz Cafe, het Philadelphia Art Museum, Zanzibar Blue, het Philadelphia Jazz Festival en het Reading Jazzfestival. Hij was de openend jazzartiest op de jaarlijkse Pork Roll Festivals in Trenton (New Jersey). Tallitsch was de gastheer van The Modern Jazz Radio Show op het jazzstation van Mercer County Community College.
Tallitsch heeft zes albums met originele composities uitgebracht, waaronder werken bij Posi-Tone Records en Origin Records. Zijn vijfde album All Together Now voor Posi-Tone werd in 2014 opgenomen in New York en uitgebracht in april 2015. Tallitsch heeft meer dan 100 originele jazzcomposities en arrangementen voor kleine ensembles gepubliceerd, die regelmatig op terrestrische- en internetradio worden gespeeld, stations over de hele wereld en door studentenjazzensembles, waaronder Stony Brook University. Tallitschs composities omvatten geïmproviseerde, geschreven en opgenomen muziek voor dans. Zijn werken zijn gebruikt door dansers van de Martha Graham Dance Company in The Martha Graham Choreograaf showcase Lookout 2000, gechoreografeerd door Carrie Ellmore-Tallitsch. Tallitsch is momenteel muzikaal leider en componist voor het multimediale dansgezelschap The Big Sky Project, opgericht door Carrie Ellmore-Tallitsch.
Tallitsch geeft momenteel les aan studenten jazzsaxofoon in Princeton (New Jersey) en geeft les aan pianostudenten met autisme aan het Princeton Child Development Institute. Bovendien is Tallitsch als jazzdocent betrokken geweest bij vele basisscholen, middelbare scholen en hogescholen en heeft hij bijgedragen aan jazzclinics en lezingenseries in New Jersey op The Lawrenceville School, The Pennington School, Bay Village High School, Creative Music Studios en de Pine Cobble School. Tallitsch was de oprichter en directeur van The Central NJ Homeschool Bands, die thuisgeschoolde musici een kans bood voor creatieve groepsinteractie met andere muzikanten in een instrumentaal ensemble. Tallitsch heeft gevorderde jazzinstructie gegeven aan Mercer County Community College, Westminster Choir College, Creative Music Studios, The Groove Academy en Clef Club of Jazz and Performing Arts.

## Discografie
- 2005: Duality
- 2008: Perspective
- 2009: Medicine Man (Origin/OA2)
- 2012: Heads or Tales (Posi-Tone Records)
- 2015: All Together Now (Posi-Tone)

- Library of Congress Control Number: n2011078597
- MusicBrainz: 0e9527c4-50f5-46e9-8b38-4177eb4f58af
- Virtual International Authority File: 217049978